# Новоросійське (Новосибірська область)
Новоросійське (рос. Новороссийское) — село у Здвінському районі Новосибірської області Російської Федерації.
Входить до складу муніципального утворення Новоросійська сільрада. Населення становить 474 особи (2010).

## Історія
Згідно із законом від 2 червня 2004 року органом місцевого самоврядування є Новоросійська сільрада.

## Населення
| 2002 | 2007 | 2010 |
| ---- | ---- | ---- |
| 576  | ↘552 | ↘474 |